# Улица Дюма
Улица Дюма́ — улица в городе Ломоносове Петродворцового района Санкт-Петербурга, в историческом районе Мартышкино. Проходит от улицы Жоры Антоненко до улицы Немкова.
Название было присвоено 1 декабря 1967 года в честь французского романиста А. Дюма-отца, гостившего в Мартышкине в 1858 году на даче Некрасова и Панаевых.

## Достопримечательности
- Два из сохранившихся мостов-путепроводов ОРАНЭЛ — в створе улиц Шишкина и Немкова, у современных железнодорожных путей.

## Перекрёстки
- улица Жоры Антоненко
- Восточный переулок
- Линейный переулок
- улица Шишкина
- улица Верещагина
- переулок Панаева
- улица Немкова